# والنتینا ووسوتسکایا
والنتینا ووسوتسکایا (استونیایی: Valentina Võssotskaja؛ زادهٔ ۱ ژانویهٔ ۱۹۴۴) سیاستمدار و نماینده سابق مجلس اهل استونی است.